# Роберт Кох
Ро́берт Кох (нім. Robert Koch; 11 грудня 1843 — 27 травня 1910) — німецький мікробіолог, один з основоположників сучасної бактеріології і епідеміології.
Відомий своєю роллю у визначенні збудників туберкульозу, холери та сибірки та проведенням експериментів для підтвердження концепції інфекційного захворювання. Кох проводив на мешканцях африканських колоній експерименти з ліками, які нині вважаються недопустимими, зокрема, з препаратами миш'яку. Крім своїх інноваційних досліджень із захворювань, які включали експерименти з людьми, Кох створив і вдосконалив лабораторні технології та методи в галузі мікробіології, зробив основні відкриття в галузі громадського здоров'я. Його дослідження стали основою для створення постулатів Коха — серії з чотирьох узагальнених принципів, що пов'язують певні мікроорганізми з конкретними хворобами, які сьогодні залишаються «золотим стандартом» у медичній мікробіології. У 1905 році Кох отримав Нобелівську премію з фізіології або медицини за свої новаторські дослідження в галузі туберкульозу. Інститут Роберта Коха названо на його честь.

## Біографія
1866 року закінчив Геттінгенський університет. У 1872—1880 роках працював санітарним лікарем у Вольштині (Польща), де організував домашню лабораторію і здійснив свої перші мікробіологічні дослідження. Там є його меморіальний музей.
У 1885—1891 роках — професор Берлінського університету і директор інституту гігієни. Директор інституту інфекційних хвороб у Берліні (1891—1904 роки), що пізніше був названий його ім'ям.
Основні праці Коха присвячені виявленню мікроорганізмів — збудників інфекційних хвороб і розробці методів боротьби з ними. З цією метою Кох здійснив експедиції до Єгипту, Індії. Вперше одержав чисту культуру раніше відкритої бактерії (тоді — бацили) сибірки, чим довів її здатність утворювати спори, і пояснив шляхи поширення цієї хвороби. У 1884 році він сформулював так звані постулати Коха — правила визначення специфічності збудників інфекційних захворювань. Відкрив та описав холерний вібріон — збудника холери.
Великого тріумфу Кох досяг 24 березня 1882, коли оголосив про те, що зумів виділити бактерію, що спричинює туберкульоз. Як у той час, так і тепер, це захворювання є однією з головних причин світової людської смертності. Кох виготовив вакцину з ослаблених бактерій туберкульозу, але попередити захворювання за допомогою цієї вакцини йому не вдалося. Антиген під назвою туберкуліну дотепер застосовують як допоміжний засіб при діагностиці туберкульозу для виявлення реакції гіперчутливості сповільненого типу на токсин туберкульозної бактерії. Вакцинація проти туберкульозу з'явилась тільки за декілька років після смерті Коха, але це ніяк не зменшує важливості відкриття і заслуг його в справі боротьби з туберкульозом. Він не тільки відкрив збудника туберкульозу — бактерії, які одержали назву «паличок Коха», але й довів, що певні види бактерій завжди спричиняють певну хворобу. Крім того, Кох розробив метод селекції окремих видів бактерій і їхньої культивації на поживних середовищах. За ці досягнення в 1905 році Нобелівський комітет удостоїв Роберта Коха Нобелівської премії з фізіології або медицини.
Роберт Кох був удостоєний багатьох нагород, в тому числі прусського ордена Пошани (1906).
Помер раптово від серцевого нападу в Баден-Бадені.

## Пам'ять
На його честь назвали Берлінський інститут інфекційних хвороб. Його ім'я носять наукові премії — нім. Robert-Koch-Preis Німеччини та англ. Robert Koch Award. Його ім'я носять багато вулиць у різних містах Німеччини.